# Schmalziger Samstag
Mit Schmalziger Samstag bezeichnet man den Samstag vor Aschermittwoch oder auch den Tag nach dem Rußigen Freitag.
Der Begriff wird nahezu ausschließlich in der schwäbisch-alemannischen Fastnacht (das heißt in Baden-Württemberg und der Schweiz), aber auch im bayerischen Regierungsbezirk Schwaben verwendet.
Früher waren in der Fastenzeit Eier und Milchprodukte verboten, also mussten diese vor Beginn der Fastenzeit aufgebraucht werden. Am Schmalzigen Samstag geschah dieses durch das Zubereiten von Faschingskrapfen und Schmalznudeln.
Am Schmalzigen Samstag mussten jene, die andere am Rußigen Freitag geschwärzt hatten, zur Entschädigung schmalzgebackene Küchle bringen.
Der Schmalzige Samstag gilt als ruhigster Tag der Fastnachtswoche. Gelegentlich finden Karnevalsumzüge statt (Moerser Karneval, Osnabrücker Ossensamstag, Wasunger Karneval), und man bereitet sich auf die Karnevalshöhepunkte der folgenden Tage vor.
In Anlehnung an die auf ihn folgenden Tage (Tulpensonntag, Rosenmontag und Veilchendienstag) wird der Schmalzige Samstag auch als „Nelkensamstag“ bezeichnet.